# Courvoisier
Courvoisier è un marchio di cognac francese di proprietà del gruppo Campari.

## Storia
L'origine del Courvoisier risale al 1809, quando Emmanuel Courvoisier e Louis Gallon avviarono un'azienda produttrice di vini e liquori nel sobborgo francese di Bercy. 
La notorietà del prodotto arrivò nel 1811 quando Napoleone Bonaparte, visitando l'azienda, apprezzò il Courvoisier fino a diventarne un consumatore abituale.
Nel 1828 Felix Courvoisier e Jules Gallois, figli di Emmanuel e Louis, trasferirono l'azienda nella città di Jarnac. Nel 1866 alla morte di Felix l'azienda venne rilevata dai suoi nipoti, i fratelli Carlier, che subentrarono nella direzione ampliando i rapporti commerciali anche con il Regno Unito.
Nel 1869 Napoleone III, erede di Napoleone Bonaparte, concesse a Courvoisier il titolo di "Fornitore Ufficiale della Corte Imperiale". Nel 1909 l'azienda venne acquisita dalla famiglia francese Simon.
Il Courvoisier è l'unico cognac al mondo ad aver ricevuto nel 1984 il premio "Prestige de la France" per la qualità del prodotto.

## Principali varianti
- Courvoisier VS, miscela di diversi cru compresi tra i tre e i sette anni di età.
- Courvoisier VSOP, dal sapore maggiormente floreale e fruttato.
- Courvoisier XO, invecchiamento fino a 25 anni.
- Courvoisier VSOP Exclusif, miscela di uve provenienti da zone differenti, invecchiato da 4 a 12 anni.
- Courvoisier Initiale Extra, invecchiamento da 30 a 50 anni.